# Социальное действие
Социа́льное де́йствие — одно из основных понятий социологии. Согласно Максу Веберу, это «действие человека (независимо от того, носит ли оно внешний или внутренний характер, сводится к невмешательству или к терпеливому принятию), если и поскольку действующий индивид или индивиды связывают с ним субъективный смысл».
Впервые понятие социального действия ввёл в научный оборот немецкий социолог Макс Вебер. 

## Социальное действие по Веберу и Парсонсу
Макс Вебер разработал первую классификацию типов социального действия, основанную на степени рациональности поведения индивидов. Им выделялись:
- целерациональное,
- ценностно-рациональное,
- традиционное,
- аффективное.

У Т. Парсонса проблематика социального действия связана с выделением следующих признаков:
- нормативность (зависит от общепринятых ценностей и норм);
- волентаричность (то есть связь с волей субъекта, обеспечивающей некоторую независимость от окружающей среды);
- наличие знаковых механизмов регуляции.

Любое социальное действие представляет собой систему, в которой можно выделить следующие элементы:
- субъект действия, воздействующий индивид или общность людей;
- объект действия, индивид или общность, на которых направлено действие;
- средства (орудия действия) и методы действия, с помощью которых осуществляется необходимое изменение;
- результат действия — ответная реакция индивида или общности, на которых было направлено действие.

Следует различать два следующих понятия: «поведение» и «действие». Если поведение — это ответная реакция организма на внутренние или внешние раздражители (оно может быть рефлекторным, неосознанным или намеренным, осознанным), то действие — это только некоторые виды поведения.
Социальные действия — это всегда преднамеренные комплексы поступков. Они связаны с выбором средств и направлены на достижение определённой цели — изменения поведения, установок или мнений других индивидов или групп, которое удовлетворяло бы определённые потребности и интересы воздействующих. Поэтому конечный успех во многом зависит от правильности выбора средств и метода действия.
Социальное действие, подобно любому другому поведению, может быть (по Веберу):
1. целерациональным, если в основе его лежит ожидание определённого поведения предметов внешнего мира и других людей и использование этого ожидания в качестве «условий» или «средств» для достижения своей рационально поставленной и продуманной цели,
2. ценностно-рациональным, основанным на вере в безусловную — эстетическую, религиозную или любую другую — самодовлеющую ценность определённого поведения как такового, независимо от того, к чему оно приведёт;
3. аффективным, прежде всего эмоциональным, то есть обусловленным аффектами или эмоциональным состоянием индивида;
4. традиционным, то есть основанным на длительной привычке.

При этом:
1. Чисто традиционное действие, подобно чисто реактивному подражанию, находится на самой границе, а часто даже за пределом того, что может быть названо «осмысленно» ориентированным действием. Ведь часто это только автоматическая реакция на привычное раздражение в направлении некогда усвоенной установки. Большая часть привычного повседневного поведения людей близка данному типу, занимающему определённое место в систематизации поведения не только в качестве пограничного случая, но и потому, что верность привычке может быть здесь осознана различным образом и в различной степени (об этом ниже). В ряде случаев этот тип приближается к типу № 2.
2. Чисто аффективное действие также находится на границе и часто за пределом того, что «осмысленно», осознанно ориентировано; оно может быть не знающим препятствий реагированием на совершенно необычное раздражение. Если действие, обусловленное аффектом, находит своё выражение в сознательной эмоциональной разрядке, мы говорим о сублимации. В таком случае этот тип уже почти всегда близок к «ценностной рационализации», или к целенаправленному поведению, или к тому и другому.
3. Ценностно-рациональная ориентация действия отличается от аффективного поведения осознанным определением своей направленности и последовательно планируемой ориентацией на неё. Общее их свойство заключается в том, что смысл для них состоит не в достижении какой-либо внешней цели, а в самом определённом по своему характеру поведении как таковом. Индивид действует под влиянием аффекта, если он стремится немедленно удовлетворить свою потребность в мести, наслаждении, преданности, блаженном созерцании или снять напряжение любых других аффектов, какими бы низменными или утончёнными они ни были. Чисто ценностно-рационально действует тот, кто, невзирая на возможные последствия, следует своим убеждениям о долге, достоинстве, красоте, религиозных предначертаниях, благочестии или важности «предмета» любого рода. Ценностно-рациональное действие (в рамках нашей терминологии) всегда подчинено «заповедям» или «требованиям», в повиновении которым видит свой долг данный индивид. Лишь в той мере, в какой человеческое действие ориентировано на них — что встречается достаточно редко и в очень различной, большей частью весьма незначительной степени, — можно говорить о ценностно-рациональном действии. Как станет ясно из дальнейшего изложения, значение последнего настолько серьёзно, что позволяет выделить его в особый тип действия, хотя здесь и не делается попытка дать исчерпывающую в каком-либо смысле классификацию типов человеческого действия.
4. Целерационально действует тот индивид, чьё поведение ориентировано на цель, средства и побочные результаты его действий, кто рационально рассматривает отношение средств к цели и побочным результатам и, наконец, отношение различных возможных целей друг к другу, то есть действует, во всяком случае, не аффективно (прежде всего не эмоционально) и не традиционно. Выбор между конкурирующими и сталкивающимися целями и следствиями может быть, в свою очередь, ориентирован ценностно-рационально — тогда поведение целерационально только по своим средствам. Индивид может также включить конкурирующие и сталкивающиеся цели — без ценностно-рациональной ориентации на «заповеди» и «требования» — просто как данные субъективные потребности в шкалу по степени их сознательно взвешенной необходимости, а затем ориентировать своё поведение таким образом, чтобы эти потребности по возможности удовлетворялись в установленном порядке (принцип «предельной полезности»). Ценностно-рациональная ориентация действия может, следовательно, находиться в различных отношениях с целерациональной ориентацией. С целерациональной точки зрения ценностная рациональность всегда иррациональна, и тем иррациональнее, чем больше она абсолютизирует ценность, на которую ориентируется поведение, ибо она тем в меньшей степени принимает во внимание последствия совершаемых действий, тем безусловнее для неё самодовлеющая ценность поведения как такового (чистота убеждения, красота, абсолютное добро, абсолютное выполнение своего долга). Впрочем, абсолютная целерациональность действия тоже в сущности лишь пограничный случай.
5. Действие, особенно социальное, очень редко ориентировано только на тот или иной тип рациональности, и самая эта классификация, конечно, не исчерпывает типы ориентаций действия; они являют собой созданные для социологического исследования понятийно чистые типы, к которым в большей или меньшей степени приближается реальное поведение или — что встречается значительно чаще — из которых оно состоит. Для нас доказательством их целесообразности может служить только результат исследования.

Социальные действия — это определённая система поступков, средств и методов, используя которые, индивид или социальная группа стремятся изменить поведение, взгляды или мнение других индивидов или групп. Основой социального действия выступают контакты, без них не может зародиться желание вызвать определённые реакции индивида или группы, изменить их поведение.
Итак, социальные действия — это такие действия, цель которых вызвать изменение поведения, взглядов и стремлений индивидов или общностей. Уже М. Вебер подчёркивал, что не все действия людей представляют собой социальные действия, так как достижение далеко не всякой цели предполагает ориентацию на других людей. По этому поводу в своей работе «Основные социологические понятия» он писал: «Социальное действие (включая невмешательство или терпеливое приятие) может быть ориентировано на прошедшее, настоящее или ожидаемое в будущем поведение других. Оно может быть местью за прошлые обиды, защитой от опасности в настоящем или мерами защиты от грядущей опасности в будущем. „Другие“ могут быть отдельными лицами, знакомыми или неопределённым множеством совершенно незнакомых людей» [29. С.625]. Таким образом, по М. Веберу, социальное действие представляет собой синтез двух необходимых моментов:
- субъективная мотивация действия индивида или группы;
- ориентация на поведение (прошлое, настоящее или ожидаемое в будущем) других.

Любое социальное действие представляет собой систему, в которой можно выделить следующие элементы:
- субъект действия, воздействующий индивид или общность людей;
- объект действия, индивид или общность, на которых направлено действие;
- средства (орудия действия) и методы действия, с помощью которых осуществляется необходимое изменение;
- результат действия — ответная реакция индивида или общности, на которых было направлено действие.

## Социальное действие по Хабермасу
Юрген Хабермас занимался разработкой собственной теорией коммуникативного действия, которая во многом является продолжением работ Макса Вебера. В рамках своей теории Хабермас выделил 4 идеальных типа социального действия в современной социальной теории:
1. Стратегическое действие — действие, направленное на достижение эгоистических целей с учётом поведения одного или более индивидов. Это действие является частично рациональным, так как человек выбирает наиболее эффективный способ достижения собственной цели. Люди в данном случае рассматриваются как средства или препятствия в достижении эгоистических целей. Центральное понятие — принятие решения на основе сознательного выбора между различными вариантами. Данный тип действия восходит к Аристотелю и обычно называется телеологическим. На этой самой распространённой модели основаны теории принятия решений и теории игр в экономике и социальной психологии.
2. Нормативное действие — это поведение, которое основано на нормах и ценностях, которые разделяются в данной группе. Центральным аспектом в данном случае выступает следование нормам. Рациональность данного действия заключается в том, что людям необходимо просчитывать объективные последствия своих действий с точки зрения принятых норм. Ожидания участников имеет не когнитивный характер (в смысле прогноза того или иного события), а нормативный (участники ожидают определённого поведения, основанного на норме). Данная модель восходит к Дюркгейму и Парсонсу; на ней основана теория ролей.
3. Драматургическое действие — действие по созданию имиджа, в основе которого лежит самовыражение человека. Иными словами, это действие по представлению самого себя окружающим. Человек в данном действии раскрывает свою индивидуальность. Ключевое понятие данное модели — самопрезентация, то есть некая игра, стилизация выражения собственных желаний перед лицом другого. Драматургическое действие разработано в работах Ирвина Гофмана.
4. Коммуникативное действие — действие в согласии с другими участниками для достижения совместной цели. В основе концепта — понятие интерпретации. Коммуникативное действие относится к взаимодействию как минимум двух субъектов, которые стремятся к взаимопониманию и достижению согласия по поводу самой ситуации действия. Особое значение имеет язык как средство коммуникации. Данная модель в социологии разрабатывалась Мидом и Гарфинкелем.